# مادلين ليم
مادلين ليم (بالإنجليزية: Madeleine Lim) هي ناشطة حقوق إل جي بي تي أمريكية، ولدت في 11 مايو 1964 في سنغافورة.